# Gabrieler
Die Gabrieler (auch Gabrieliten) waren eine nach Gabriel Ascherham benannte Gruppierung innerhalb der radikal-reformatorischen Täuferbewegung in Mähren und Schlesien. 

## Geschichte
Bereits 1527 gründete Gabriel Ascherham erste täuferische Gemeinden unter anderem in Glogau, Breslau und Glatz. Nachdem jedoch 1528 die Verfolgung der noch jungen schlesischen Täuferbewegung einsetzte, emigrierten viele gabrielische Täufer von Schlesien ins mährische Rossitz (tschechisch: Rosice) und etablierten dort 1529 einen größeren Bruderhof. Bis zum Aufbau eines eigenen Bruderhofes im nahen Auspitz siedelten auch die aus dem Südwesten Deutschlands stammenden Philipper in Rossitz. Kontakte bestanden auch zu der von Austerlitz nach Auspitz übergesiedelten Täufergemeinde, die sich später nach Jakob Hutter Hutterer nannte. 1531 bildeten diese drei kommunitär lebenden Täufergruppen einen losen Zusammenschluss mit zusammen etwa 4000 Gemeindegliedern. Bei einem Treffen zwischen den Leitern der drei Täufergruppen im Oktober 1533 kam es jedoch zu einem Zerwürfnis, was dazu führte, dass sich die Hutterer, die Gabrieler und die Philipper in den folgenden Jahren als eigenständige täuferische Denominationen weiterentwickelten. Nach der Vertreibung von ihrem Hof in Rossitz im Jahr 1535, übersiedelte ein Großteil der Gemeinschaft wieder nach Schlesien, wo sie unter anderem in Rauden und Wohlau Aufnahme fand. Andere emigrierten weiter nach Polen und Preußen, wo sie sich später wahrscheinlich den Mennoniten der Kulmer, Schwetzer und Graudenzer Niederung anschlossen. Viele blieben jedoch auch in kleinen Gruppen in Mähren zurück und etablierten nach dem Abflauen der Verfolgungen neue Wohnsitze in unter anderem Bukowitz und Bisenz. 
Ascherham selbst verfasste noch einige zum Teil stark polemische Schriften gegen die Hutterer. 1544 entstand schließlich seine Hauptschrift mit dem Titel Unterschied göttlicher und menschlicher Weisheit. 
Nach dem Tod Gabriel Ascherhams 1545 trat ein großer Teil der Gabrieler den Hutterern bei. Ein Teil der schlesischen Gabrieler scheint sich den Schwenkfeldianern angeschlossen zu haben. Allein in den mährischen Orten Kreutz bei Göding, Znaim und Eibenschütz bestanden noch einige Jahre eigenständige gabrielische Gemeinden. In letzterem Ort fand 1559 eine Zusammenkunft mit Vertretern der Böhmischen Brüder über eine mögliche Vereinigung beider Kirchen statt, die jedoch an einen Disput über die Taufe scheiterte. Im Jahr 1565 traten daraufhin auch die letzten drei verbliebenen gabrielischen Gemeinden den Hutterern bei.
Die Gabrieler geben zusammen mit den Philippern, den Sabbatern, den von Balthasar Hubmaier geprägten Nikolsburger Täufern und den dem Marpeck-Kreis angehörenden Austerlitzer Brüdern ein Beispiel für die Pluralität der frühen mährischen Täuferbewegung. Sie zeigen, wie sich neben den Hutterern in der ersten Hälfte des 16. Jahrhunderts zum Teil noch andere täuferische Gemeindebewegungen in Mähren entwickeln konnten.